# Chronologie des faits économiques et sociaux dans les années 1620
Chronologie de l'économie
Années 1610 - Années 1620 - Années 1630

## Événements
- 1617-1650 : série de printemps et d’étés frais et de vendanges tardives (1618-1621, 1625-1633, 1640-1643, 1647-1650)[1].
- 1619-1622 : crise économique dans l'Europe méditerranéenne. L'économie de l'Italie et de l'Espagne s'effondrent[2]. 
  - En Espagne, la balance commerciale est déficitaire : la couverture des importations n’est que de 50 % en valeur en 1620[2]. Les arrivées d’argent américain diminuent dès le début du siècle[3] (baisse de la production et capture des convois) pour ne représenter qu’un cinquième de leur montant à la fin des années 1650. Le gouvernement répond à la crise par l'émission massive de monnaies de billon et de cuivre en Castille (1621, 1638, 1651, 1654, 1658, 1660), qui fait gagner plusieurs dizaines de millions de ducats à la monarchie mais entraîne la dévaluation (1628, 1642, 1652, 1659, 1664), l’inflation, la récession et la thésaurisation de la « bonne monnaie »[4],[5],[6].
  - l’activité commerciale et industrielle décline en Italie : crises de la banque et du crédit, amorcées dès 1570 (dues aux difficultés financières des états espagnols et français), mauvaises récoltes de la dernière décennie du XVIe siècle, accroissement du banditisme qui court-circuite les échanges. La fiscalité oppressive de l’Espagne (Milanais, Naples, Sicile, Sardaigne, présides de Toscane), le renchérissement de la main-d’œuvre après les pestes, la contraction de l’espace marchand (repli de l’Espagne et du Levant, guerre de Trente Ans en Allemagne et aux Pays-Bas), la concurrence française (soieries) et anglo-hollandaise (draps), aggravent la situation. L’aristocratie préfère investir dans le foncier au détriment du commerce (Venise, Toscane). Le mouvement d’involution industrielle se poursuit au long du XVIIIe siècle[2]. Dans les États pontificaux, les difficultés financières s’accroissent, dues à la conjoncture européenne et italienne et à des causes locales (baisse de la production d’alun de la Tolfa[7]). La Lombardie connaît à son tour un repli marqué de l’activité industrielle à partir de 1620-1630 jusque vers 1660[8]. L’industrie drapière s’effondre à Milan : de soixante-dix en 1616, les ateliers travaillant la laine tombent à cinq en 1682. Le déclin de Venise s'accentue face à la concurrence des draperies françaises, anglaise et hollandaise et le commerce des épices hollandais. Le droit d’ancrage du port de Venise s'effondre  de 77 % entre 1601-1609 et 1624-1632, la production de draps tombe de 42% entre la période 1561-1660 et les années 1650[9].

- 1619-1628 : organisation du monopole de l’exportation du cuivre en Suède[10].

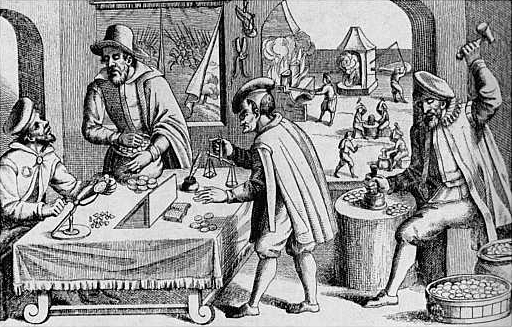
Pratique du rognage de la monnaie durant la période dite Kipper et de Wipper. Vers 1650.

- 1620-1623 : hausse des prix due à la dépréciation de la monnaie en Allemagne (Kipper- und Wipperzeit (de)[11].
- 1620-1629 : stabilité, puis baisse des prix en Europe. Les taux d’intérêts tombent de 10 % au XVIe siècle à 5,5 %[12].
- 1620-1655 : le trafic du Sund tombe à 3000 passages par an ; il se stabilise de 1655 à 1680 pour remprendre entre 1680 et 1705[2].

- 1621 :
  - le nombre des métiers des soierie lyonnaise a triplé depuis 1575-1595[13].
  - fondation de la banque de Nuremberg ; ses affaires progressent jusqu'en 1628, puis déclinent[14].
  - Thomas Mun formule pour la première fois la notion de balance du commerce[15].
- 1622-1623 : disette en Angleterre[16].
- 1624-1625 : forte fiscalité en France imposée par Richelieu. La consommation de sel, ascendante depuis 1600, plafonne ou baisse (1624-1632)[12].
- 1624-1661 : commerce hollandais avec la Chine à partir de Fort Zeelandia à Taïwan[17].
- Vers 1625 : apogée de la puissance économique des Pays-Bas. Hégémonie financière d’Amsterdam pour un demi-siècle. Les Hollandais produisent du poisson salé et fumé, de l’huile d’éclairage et du savon avec de la graisse de baleine. Leur agriculture est très intensive et techniquement moderne (moulins à vent). Ils exportent des produits horticoles et achètent du blé suédois à bon compte. L’industrie textile, centrée sur Leyde, rivalise avec l’East-Anglie. Les chantiers navals sont les premiers d’Europe[18].
- 1625-1666 : les salaires agricoles dans la région parisienne stagnent entre à l'indice 105[12].
- 1625-1626 : hausse importante des prix des denrées alimentaires en France. Du fait des mauvaises récoltes de 1625, 1626, 1630 et 1631, il y a une crise de surmortalité[19].
- 1625 et 1628-1629 : violence de la peste en Allemagne ; elle se manifeste chaque année en Allemagne entre 1618 et 1648, excepté en 1642 et 1643[2].
- 1626-1633 : réformes militaires en Russie ; recrutement de 5000 fantassins étrangers, de fondeurs de canons, d’instructeurs, achat d’armes en Hollande et en Allemagne (lourdes dépenses)[20].
- 1627 : 
  - banqueroute en Espagne. Les banquiers génois cessent de financer la couronne espagnole. Gênes reste une place financière internationale jusqu'à la Révolution française[21].
  - Russie : extension des pouvoirs et des compétences des magistrats et des tribunaux locaux au détriment de ceux des voïévodes (gouverneur principaux)[20].
- 1627-1630 : la fermeture de l’embouchure de la Vistule par les Suédois se répercute sur les exportations de céréales de l’Allemagne orientale. Le prix du blé quadruple à Amsterdam[22]. Le port de Dantzig est en plein essor et exporte 200 000 tonnes par an[23].
- 1627-1635 : l’activité industrielle à Augsbourg baisse des 9/10°. Entre 1627 et 1637, six épidémies font disparaître 30 000 habitants à Augsbourg[2].
- 1628 : 
  - disette en Catalogne[24].
  - Venise interdit les sorties de blé en dehors de l’Adriatique[25].
  - Portugal : création officielle de la compagnie de Commerce des Indes (Companhia de Comércio da India Oriental). Elle fait faillite en 1633[26].
  - Russie : une loi limite l’utilisation de la bastonnade (pravièje) pour le recouvrement des créances[27].
- 1628-1629 : Manuel de Moura est envoyé en mission au Portugal pour y négocier des projets fiscaux et établir une renda fixa. Madrid accable le Portugal, alors dans l'Union ibérique, de charges fiscales et d’emprunts forcés destinés à soutenir sa politique continentale, ce qui provoque des soulèvements antifiscaux[28].
- 1628-1631 : difficultés frumentaires, hausse des prix et épidémies dans une partie de la France[29]. La crise démographique épargne Paris et le Nord, mais est catastrophique de la Saône à la Loire et de l’Atlantique à la Méditerranée[30].

- 1629 : la Compagnie néerlandaise des Indes orientales distribue 25 % de dividendes à ses actionnaires[31].

- Ukraine : les pionniers ukrainiens tiennent tête à la colonisation polonaise, mais les magnats réussissent à imposer le servage dans la partie occidentale du pays (jusqu’aux rapides du Dniepr). À l’est, les Cosaques zaporogues (ceux d’au-delà des rapides) demeurent indépendants[2].

## Démographie
- 1622 : Amsterdam compte 100 000 habitants (200 000 à la fin du siècle). Rotterdam en compte 20 000 (80 000 à la fin du siècle), La Haye 16 000 (50 000 à la fin du siècle).
- 1625 : 
  - on compte environ 21 millions de Français. Stagnation démographique en France en jusqu’en 1715.
  - la colonie de Virginie compte 1200 habitants en 1625. 8000 personnes y sont mortes en vingt ans.
- La population de l’Angleterre est estimée à 4,5 millions d’habitants. Les conditions de vie du peuple anglais entre 1620 et 1650 sont difficiles.
- Le royaume de Danemark et de Norvège compte un million d’habitants.